# Anoectangium abyssinicum
Anoectangium abyssinicum är en bladmossart som beskrevs av Georg Ernst Ludwig Hampe och Geheeb 1899. Anoectangium abyssinicum ingår i släktet Anoectangium och familjen Pottiaceae. Inga underarter finns listade i Catalogue of Life.